# 벨라루스어 위키백과

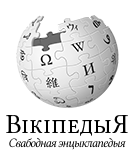
벨라루스어 (현대 벨라루스어) 위키백과의 로고

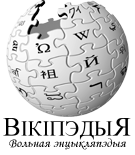
벨라루스어 (전통 벨라루스어) 위키백과의 로고

벨라루스어 위키백과는 벨라루스어로 된 위키백과로, 현대 벨라루스어(나르카마우카) 철자법과 전통 벨라루스어(타라슈케비차) 철자법 두 가지 종류로 운영한다.
2010년 4월 기준으로 현대 벨라루스어 위키백과에는 19,600여 개의 문서가 수록되어 있으며, 전통 벨라루스어 위키백과에는 24,400여 개의 문서가 수록되어 있다.
기호는 be이다.

## 같이 보기
- 노르웨이어 위키백과